# Lithgow (New South Wales)
Lithgow er en by i New South Wales i Australien. Byen blev grundlagt i 1870 og havde i 2011 en befolkning på 11.143.[kilde mangler]